# H.J. Heinz Company
Heinz är ett amerikanskt livsmedelsföretag som främst är känt för tomatketchup, soppor på burk och bönor i tomatsås. Företaget grundades av Henry Heinz 1869 och några år senare lanserades den välkända tomatsåsen Heinz Tomato Ketchup. 
Företagets berömda slogan 57 Varieties valde Henry Heinz 1892 efter att ha sett en liknande reklam för skor. Företaget tillverkade redan över 60 produkter men Heinz valde 57 för att han tyckte att det lät mer slagkraftigt. I dag[när?] producerar företaget över 6 000 olika produkter över hela världen. 
Företaget omsatte över 10 miljarder US dollar 2009, och har över 30 000 anställda. 